# UTC+8:45
UTC+8:45 este un fus orar neoficial aflat cu 8 ore și 45 minute înaintea UTC.
UTC+8:45 este folosit de cinci hanuri la marginea drumului Eyre Highway în deșertul Nullarbor în Australia ca ora standard. Hanurile Border Village, Cocklebiddy, Eucla, Madura și Mundrabilla se află în sudul Australiei de Vest pe drumul către Australia de Sud. Fusul orar începe după hanul Caiguna și se întinde până după Border Village, care se află direct după granița în Australia de Sud. De la Caiguna până în Border Village sunt 350 kilometri pe Eyre Highway.
UTC+8:45 este la mijloc între orele standard de Australia de Vest (UTC+8) și Australia de Sud (UTC+9:30) și este denumită Ora standard Australiei central-vestice (Australian Central Western Standard Time - ACWST). În timpul când Australia de Vest folosea ora de vară UTC+9 hanurile între Caiguna și Border Village foloseau fusul orar inoficial UTC+9:45.